# Amrita Pritam
Amrita Pritam (31 d'agost de 1919 – 3 d'octubre de 2005) (en panjabi: ਅਮ੍ਰਿਤਾ ਪ੍ਰੀਤਮ) (transliterat: amritā prītam) (en hindi: अमृता प्रीतम, transliterat: amr̥itā prītam) va ser una escriptora índia que és considerada com la primera dona important de la literatura en llengua panjabi. Amb la separació de l'Índia després de l'època colonial britànica, es va instal·lar en la República de l'Índia el 1947.

## Primers anys
Amrita va néixer a Gujranwala, província de Panyab (avui Pakistan), i fou filla única d'un pracharak,un predicador sikh.
La seva mare va morir quan tenia 11 anys, i el seu pare i ella es van instal·lar a Lahore. Amrita va convinar els estudis amb les responsabilitats d'un adult, va començar a escriure i a publicar, i amb l'edat de 16 anys, es va casar amb un editor.

## Cisma de l'Índia
Prop d'un milió de musulmans, hinduistes, i sikhs, van morir en els alderulls que van tenir lloc després de la partició de l'Índia el 1947. Amrita Pritam va marxar a Nova Delhi, a on va començar a escriure en hindi, en comptes d'en la seva llengua panjabi occidental.
Amrita Pritam va treballar fins a 1961 per All Índia Radio. Després del seu divorci el 1960, la seva obra va ser de caràcter feminista. Algunes de les seves obres s'han traduït a diverses llengües des del panyabí occidental i el urdú, incloent obres autobiogràfiques com a Rosa negra i Segell fiscal (Raseedi Tikkat en panjabi).
El seu primer llibre que fou portat al cinema va ser Daaku (Dacoit, 1976), per Basu Bhattacharya. Amb la seva novel·la Pinjar (L'esquelet, 1970) Chandra Prakash Dwivedi, va guanyar un premi Filmare a la millor direcció artística. Amrit va ser editora de "Nagmani", una revista literària mensual en panjabi que va dirigir al costat d'Imroz durant 33 anys; encara que després de la divisió, Amrita va escriure prolíficament també en hindi. Més endavant, va fixar la seva atenció cap a Osho, i va escriure les introduccions d'alguns dels seus llibres, incloent Ek Onkar Satnam, i també va començar a escriure sobre temes d'espiritualitat i de somnis, produint obres com Kaal Chetna (Temps de Consciència) i Agyat Ca Nimantran (La trucada del desconegut). També havia publicat autobiografies, titulades, Kala Gulab (Rosa Negra) (1968), Rasidi Tiquet (El Timbre Fiscal) (1976), i Aksharon kay Saayee (Les Ombres de les Paraules).